# Under a Raging Moon (album)
Under a Raging Moon je šesté sólové album Rogera Daltreyho. Bylo vydáno v září 1985 pod Atlantic Records. Album se umístilo na 42. místě americké hitparády a singl „After the Fire“, který napsal Pete Townshend, dosáhl 48. místa. Skladba „Under a Raging Moon“ je poctou Keithu Moonovi, bývalému bubeníkovi skupiny The Who, který zemřel v roce 1978. V Kanadě se album dostalo na 33. místo v žebříčku časopisu RPM Magazine a skladba „After the Fire“ obsadila 53. místo.
Album produkoval Alan Shacklock, nahrávalo se v RAK Recording Studios a Odyssey Studios v Londýně. Později bylo album vydáno také na CD, včetně bonusové skladby „Love Me Like You Do“, kterou napsal Andy Nye.
Skladbu „Under a Raging Moon“ napsali Julia Downes a John Parr. Říká se, že John Entwistle chtěl s The Who tuto píseň zahrát místo „Won't Get Fooled Again“ na Live Aid v roce 1985, ale Pete Townshend s tím nesouhlasil, a tak se Entwistle rozhodl jako další poctu Moonovi nahrát vlastní verzi na své živé sólové album Left for Live.
Na albu hrál na bicí mimo jiné Zak Starkey; bylo to jeho druhé album, na kterém se podílel. Prvním bylo Sun City skupiny Artists United Against Apartheid vydané ve stejném roce.
Daltrey později vzpomínal: „Bylo to album, které jsem opravdu chtěl nahrát… bylo často hrané v rádiích a prodalo se ho strašně moc.“

## Seznam skladeb
| Strana 1 | Strana 1                 | Strana 1                                                     | Strana 1 |
| Pořadí   | Název                    | Autor                                                        | Délka    |
| -------- | ------------------------ | ------------------------------------------------------------ | -------- |
| 1.       | After the Fire           | Pete Townshend                                               | 4:36     |
| 2.       | Don't Talk to Strangers  | Julia Downes, Kris Ryder, Roger Daltrey                      | 4:13     |
| 3.       | Breaking Down Paradise   | Russ Ballard                                                 | 4:07     |
| 4.       | The Pride You Hide       | Alan Dalgleish, Roger Daltrey, Nicky Tesco                   | 4:33     |
| 5.       | Move Better in the Night | Chris Thompson, Stevie Lange, Robbie McIntosh, Roger Daltrey | 3:58     |

| Strana 2 | Strana 2            | Strana 2                      | Strana 2 |
| Pořadí   | Název               | Autor                         | Délka    |
| -------- | ------------------- | ----------------------------- | -------- |
| 6.       | Let Me Down Easy    | Bryan Adams, Jim Vallance     | 4:08     |
| 7.       | Fallen Angel        | Kit Hain                      | 4:29     |
| 8.       | It Don't Satisfy Me | Alan Shacklock, Roger Daltrey | 3:14     |
| 9.       | Rebel               | Bryan Adams, Jim Vallance     | 4:20     |
| 10.      | Under a Raging Moon | Julia Downes, John Parr       | 6:42     |

## Obsazení
- Roger Daltrey – hlavní vokály, harmonické vokály, doprovodné vokály, sekvenování, emulátor, Hammondovy varhany
- Mark Brzezicki – bicí, triangl, cabasa, perkuse
- Tony Butler – baskytara
- Robbie McIntosh – kytary, kytarová sóla
- Bryan Adams – kytary
- Nick Glennie-Smith – klávesy
- John Siegler – baskytara
- Mark Feltham – harmonika
- Alan Shacklock – klavír, klávesy, sekvenování, emulátor, perkuse, Hammondovy varhany, Fender Rhodes, tamburína, sampling, akustická kytara, sekvencer, Fairlight
- Bruce Watson – E-bow
- Russ Ballard – kytara, harmonické vokály
- Mark Williamson – harmonické vokály, doprovodné vokály
- Annie McCraig – doprovodné vokály
- John Payne – doprovodné vokály
- John Parr – doprovodné vokály
- Steve Rance – Fairlight CMI
- na nahrávce 10 bubeníci v tomto pořadí:
  - Martin Chambers
  - Roger Taylor
  - Cozy Powell
  - Stewart Copeland
  - Zak Starkey
  - Carl Palmer
  - Mark Brzezicki
  - Mark Brzezicki a Zak Starkey – outro

Technické
- Will Gosling – nahrávání
- Graham Hughes – koncept obalu, fotografie